# Aurora Tour
「Aurora Tour」（オーロラ・ツアー）は、NiNaの2枚目のシングル。1999年10月14日発売。発売元はSony Records。

## タイアップ
『新ウンナンの気分は上々。』エンディングテーマ

## 収録曲
1. Aurora Tour(4:43)
作詞：YUKI, Kate　作曲：Ma-Chang, YUKI, Kate　編曲：佐久間正英
2. Aurora Tour (Instrumental)(4:43)